# Luis Ignatius Peñalver y Cárdenas
Luis Ignatius Peñalver y Cárdenas (n. La Habana, Capitanía General de Cuba, Imperio Español; 3 de abril de 1749 - f. La Habana, Capitanía General de Cuba, Imperio Español; 17 de julio de 1810) fue un obispo católico de Nueva Orleáns y arzobispo de Guatemala.

## Biografía
Hijo del I marqués de Casa Peñalver, estudió Bellas Artes y Filosofía en el Colegio de San Ignacio, en La Habana. En 1771 obtuvo el título de Doctor en Teología en universidad de San Gerónimo. Su obispo le encomendó una serie de misiones de naturaleza administrativa, y en 1773 lo nombró vicario general.
Cuando el papa Pío VI creó en 1793 la diócesis de Luisiana y las Floridas, a instancias del rey Carlos IV de España, Luis Peñalver fue su primer obispo. Arribó a Nueva Orleáns el 17 de julio de 1795, y en diciembre de ese mismo año publicó Instrucción para el govierno de los párrocos de la diócesis de la Luisiana. Pronto comenzó a recorrer su diócesis, que se extendía a lo largo de la región que luego sería conocida con el nombre de Territorio de Luisiana, siendo el único obispo español de la diócesis, ya que su sucesor no tomó posesión del cargo.
El 20 de julio de 1801 fue nombrado arzobispo de Santiago de Guatemala.